# ヴェネツィア・カーニバル
ヴェネツィア・カーニバル（イタリア語: Carnevale di Venezia）は、イタリアのヴェネツィアで年に一度開催される祭典であり、 2月末から3月初めまでの2週間行われる。世界三大カーニバルの一つ。

## 歴史

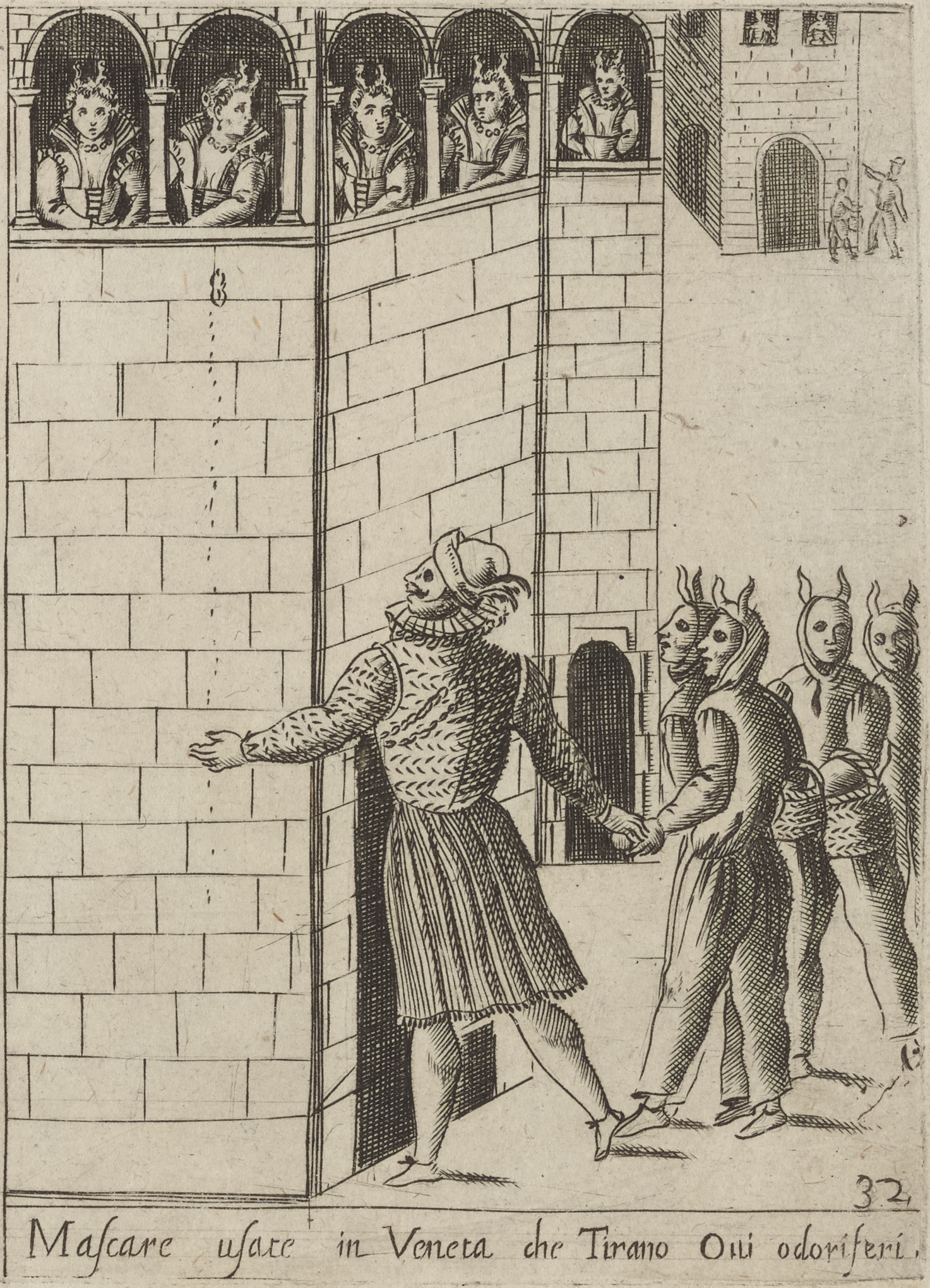
17世紀のカーニバルを描いた銅版画

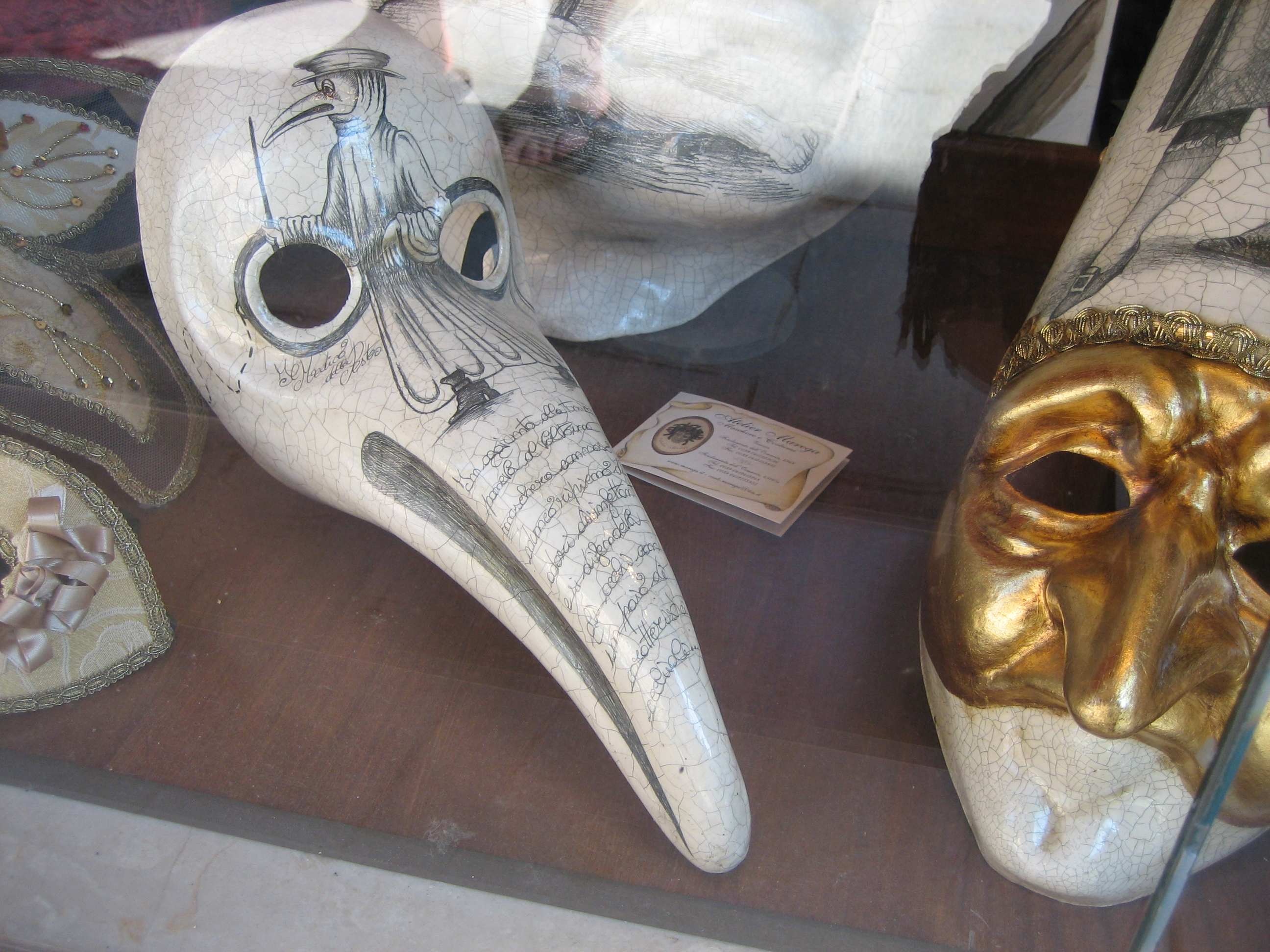
ペスト医師のマスク

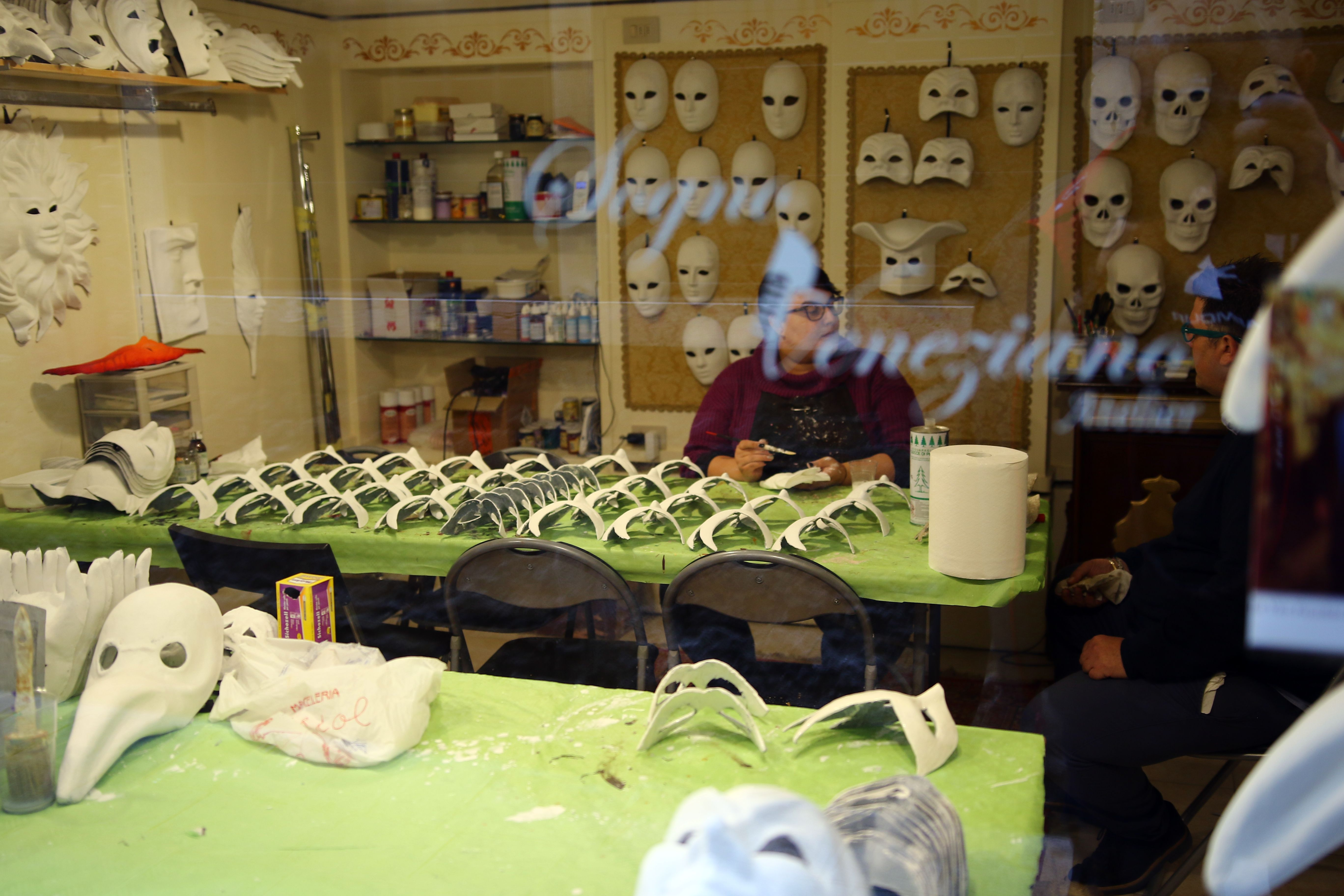
マスクショップ

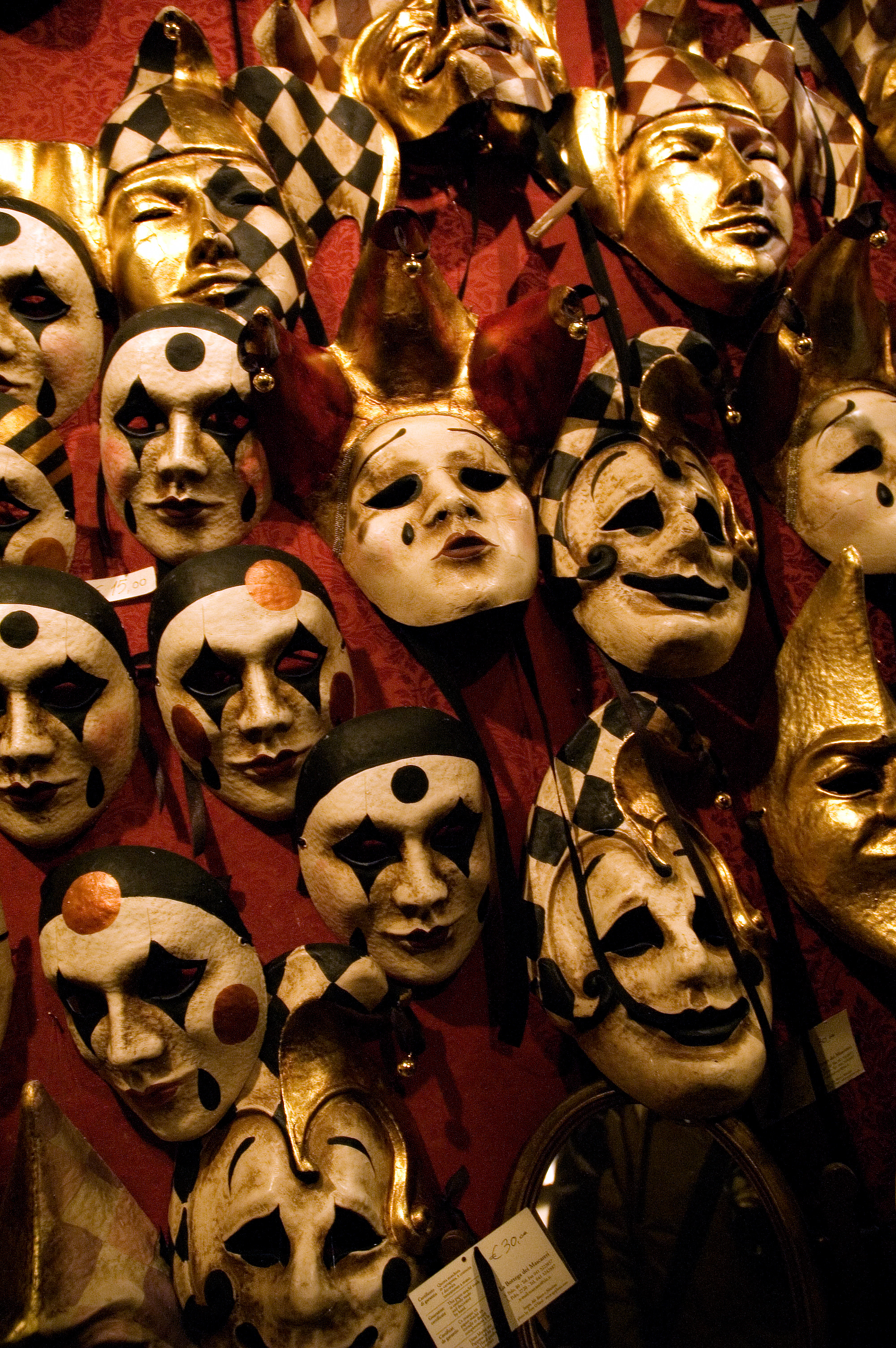

ヴェネツィア・カーニバルが誕生したのは、アクイレイアの総大司教との抗争にヴェネツィアが勝利した1162年であると言われる。人々はこの勝利を祝い、サン・マルコ広場に集って踊り始めた。元首に市民らから牛1頭、豚12頭が贈られたと伝えられる。また、仮面をつけることも流行し始めた。階級ごとに着る服や振る舞い方、話しかけられる相手などが制限されていた当時、カーニバル期間のヴェネツィア市民は仮面をかぶって異なった階級や異なった性別の服を着て、匿名の市民となって行動の自由を満喫するようになった。
ルネサンス期にはヴェネツィア・カーニバルは公式なものになり、18世紀にはヴェネツィア・カーニバルは繁栄と国際的名声の絶頂にあった。当時、貴族たちが仮面を着用することで身分を隠し、交流を楽しんだ。しかし、18世紀末には急速に衰退していった。日常的に仮面をかぶって猥雑な場所に出入りしていた市民に対しても、仮面をつけられるのはカーニバル前後の期間に限る、仮面をかぶってのギャンブルや聖堂立ち入りは許さないなどの規制がかけられるようになった。1797年にナポレオン戦争によりヴェネツィア共和国が終焉を迎えると、治安上の理由や反乱防止などの理由により、私的な場や一部の舞踏会を除いて仮面の着用が厳禁されるようになり、同時にヴェネツィア本島でのカーニバル自体も厳禁された。ナポレオン支配に続くオーストリア帝国の支配下でもカーニバルへの抑圧は継続された。
長い空白期間を経て、1979年にヴェネツィア・カーニバルは再開された。イタリア政府がヴェネツィアの歴史と文化を復活させ、自らの成果の目玉として伝統的な祭典を利用しようと試みたためである。現在、ヴェネツィア・カーニバルには約300万人の人々が来訪している。先立つプレカーニバルの期間には多くのボートが運河を航行するイベントが行われる。初日夜、運河を多数の小船が火と光で彩るショーを行いながら水上を進むパレードで始まる。毎年、地元ベネト州の若い女性12人が聖母マリアの役として選ばれ、中世の衣装で行列に参加したり、様々なイベントに立ち会う。「伝統手漕ぎボート教会」による扮装をこらしたボートパレード、毎年衣装を変えたワイヤーで吊られた天使役が高さ100ｍほどの塔から中庭の広場に降ろされる「天使の飛翔」などが人気のイベントである。カーニバルの始まりと伝えられる元首に豚と牛を捧げる仮装パレードが地元の仮面協会によってマスクをつけて行われる他、中世ヨーロッパ風の衣装を主に様々な仮面とコスチュームを付けた者が期間中にベネチアにやってきて参加する。最も重要なイベントのうちの一つとして、カーニバル最後の週末に行われる仮面コンテストがある。国際的なコスチューム及びファッション・デザイナーが"La Maschera più bella" (最も美しい仮面) に審査員として投票する。

## ギャラリー

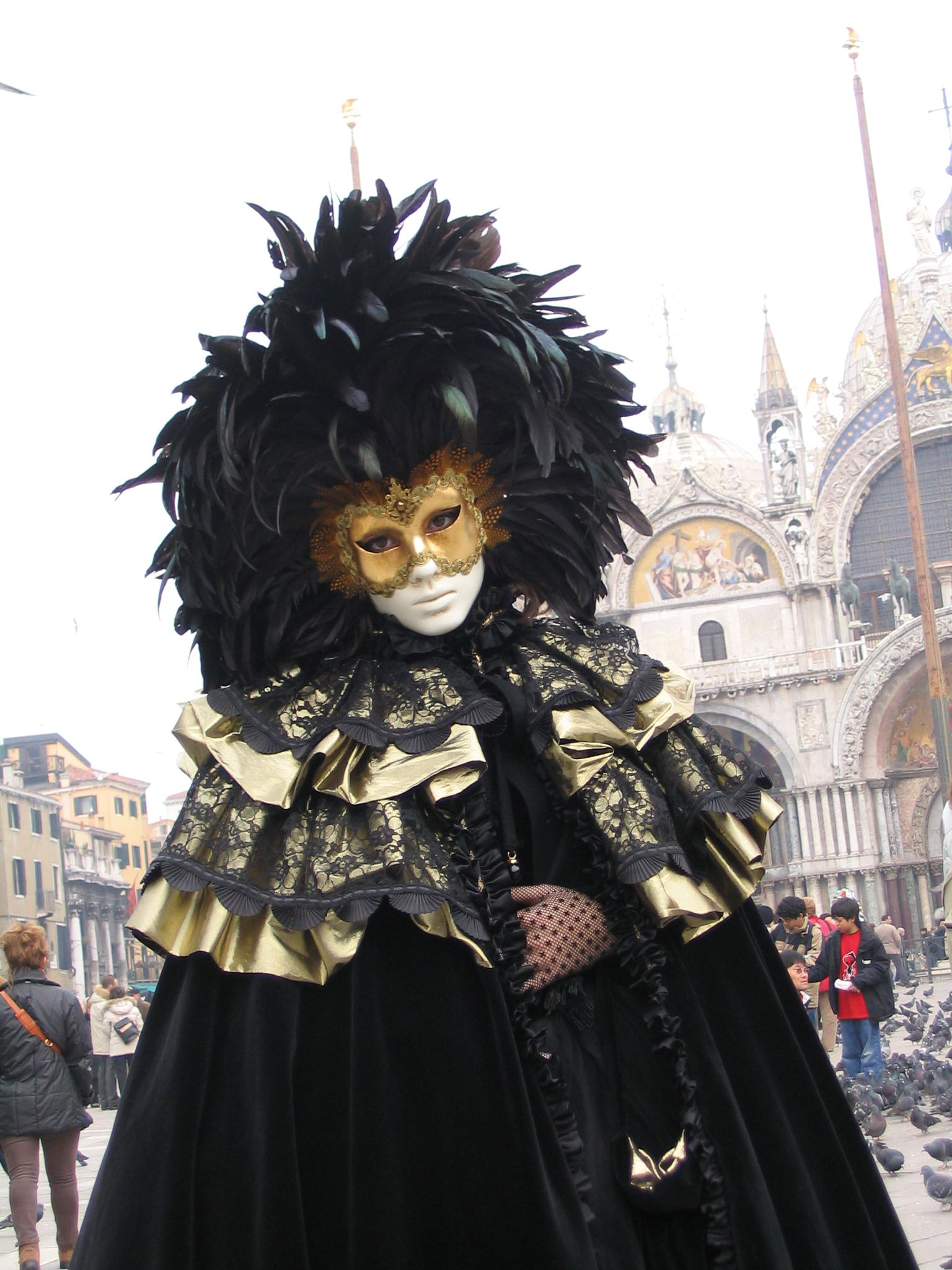
ヴェネツィア・カーニバル 2004年
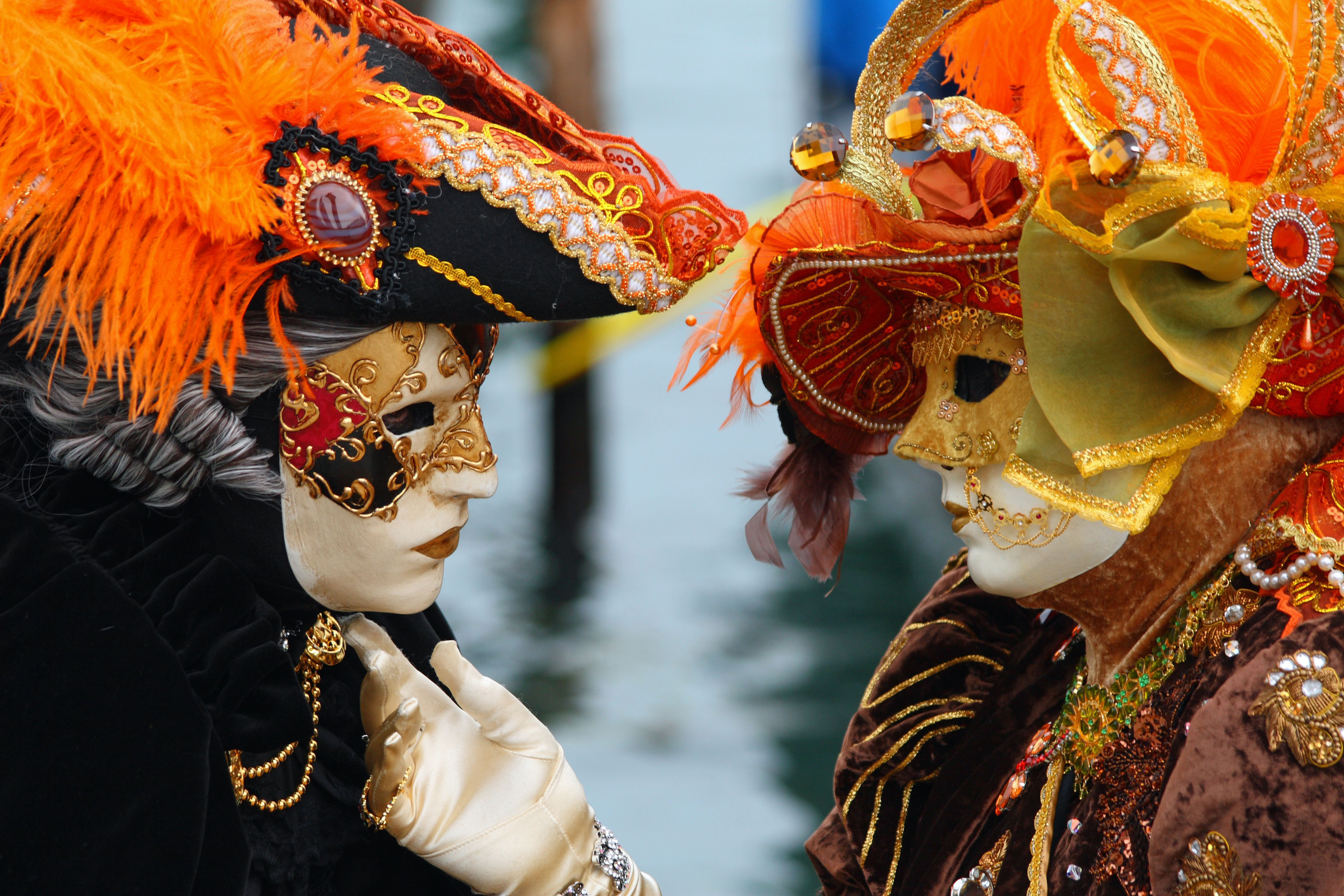
ヴェネツィア・カーニバル 2010年
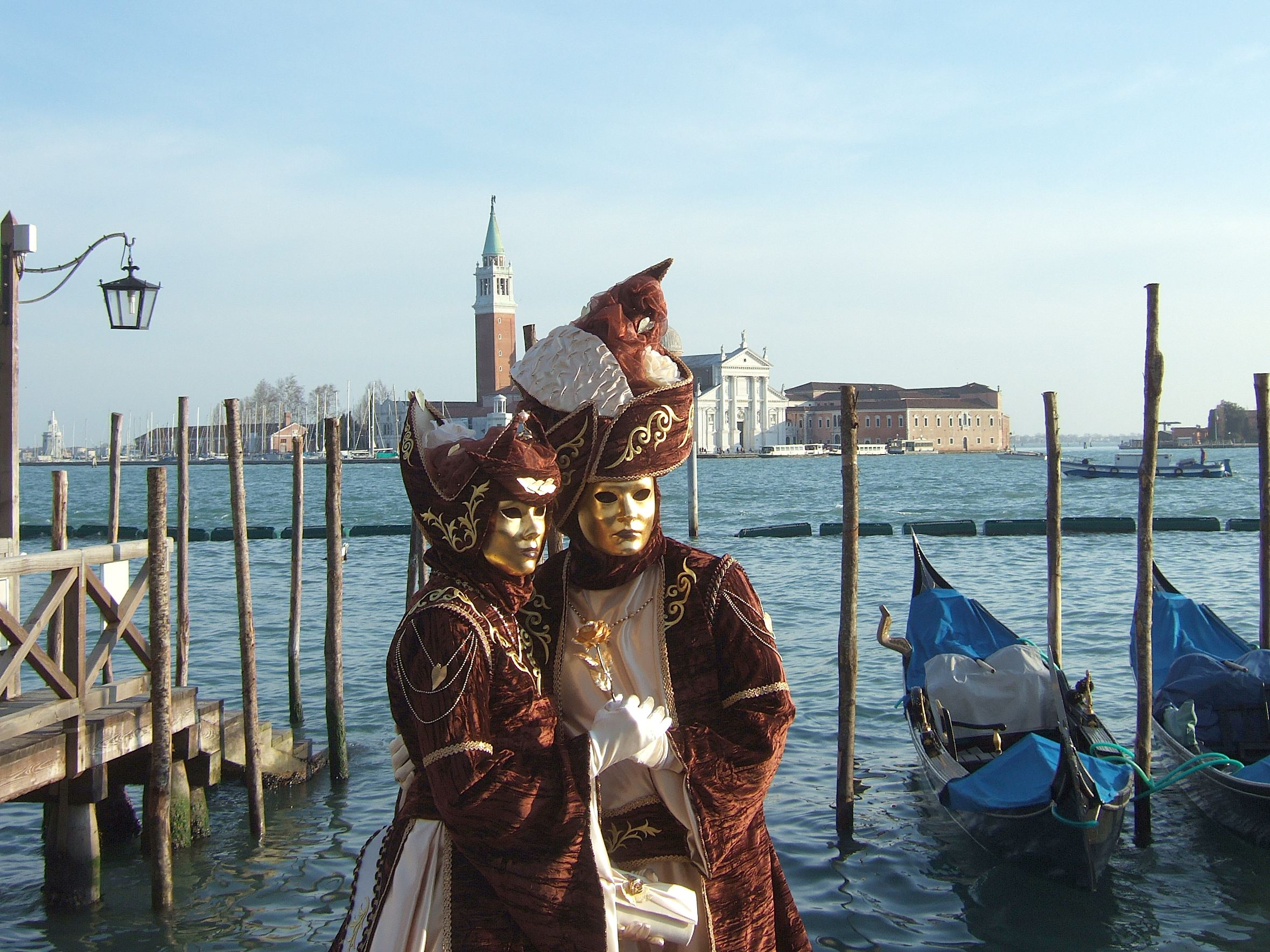
ヴェネツィア・カーニバル 2010年
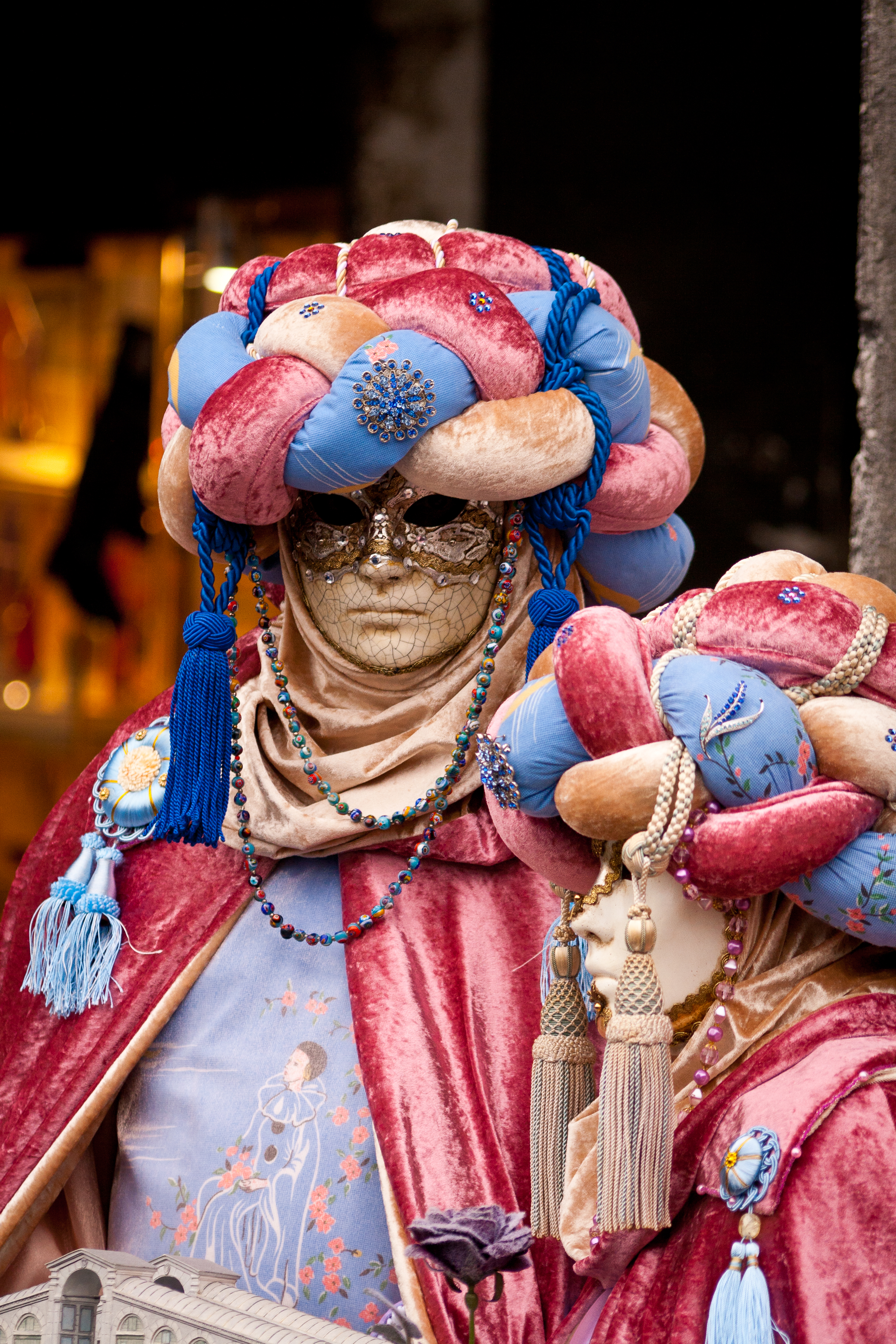
ヴェネツィア・カーニバル 2011年
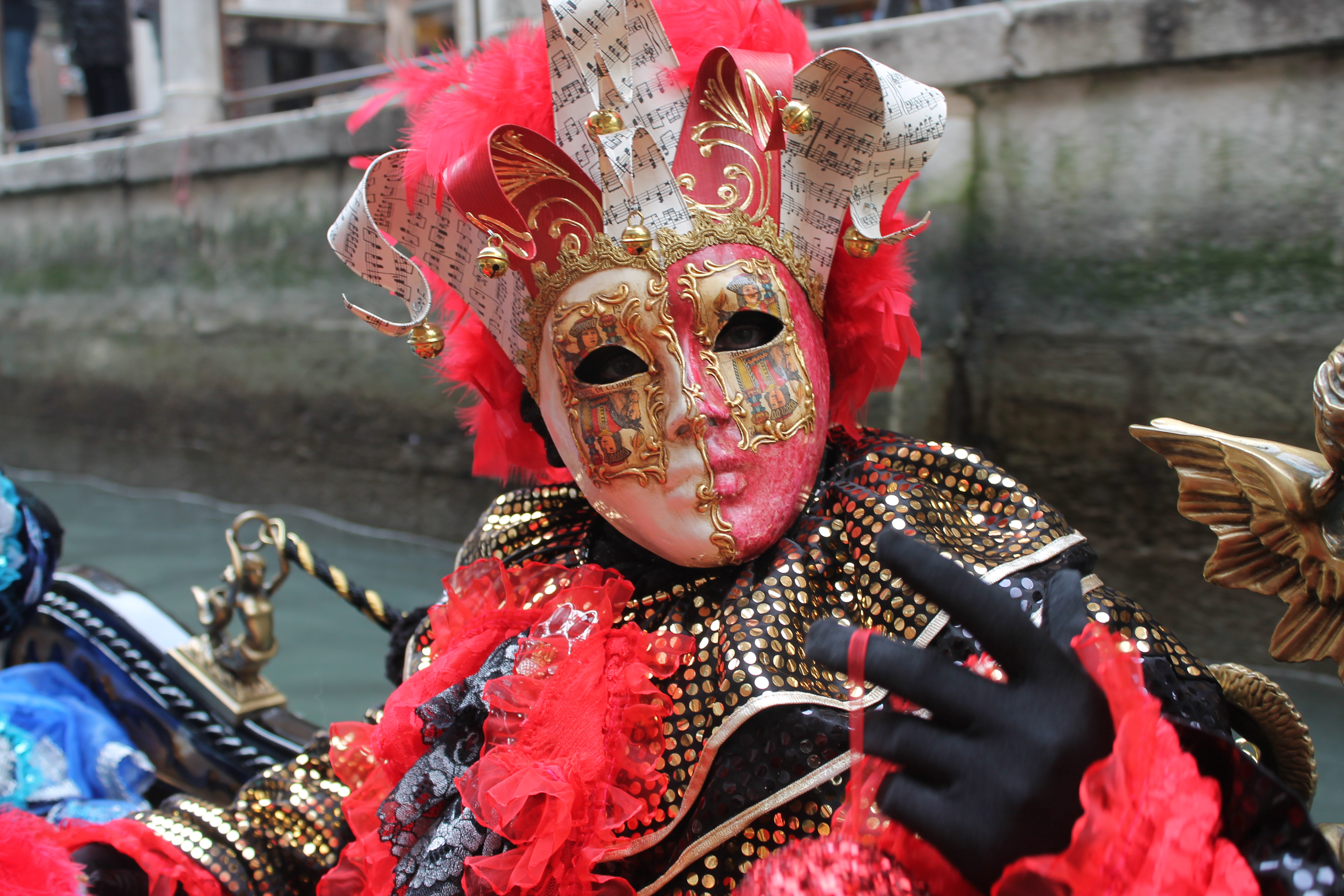
ヴェネツィア・カーニバル 2017年
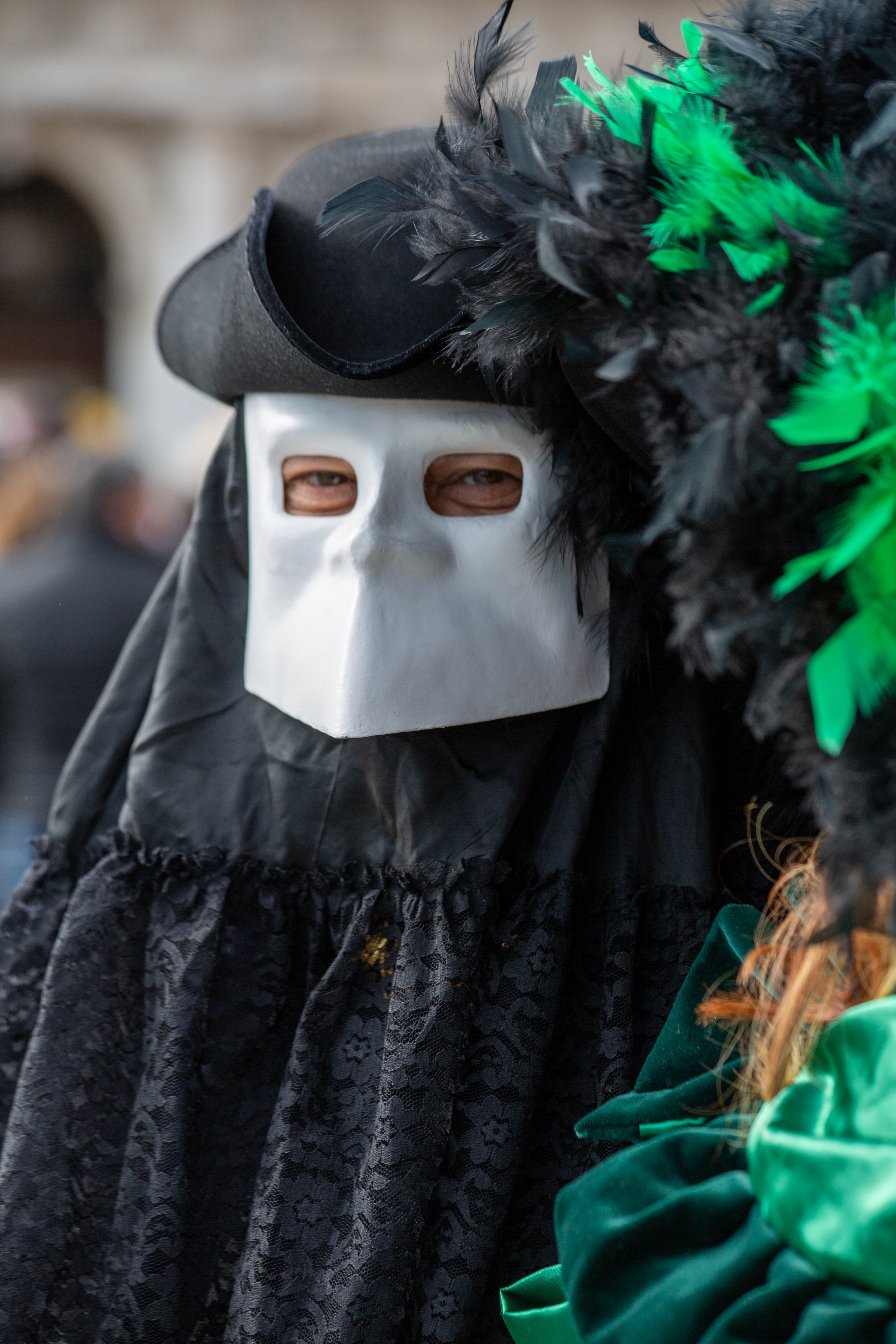
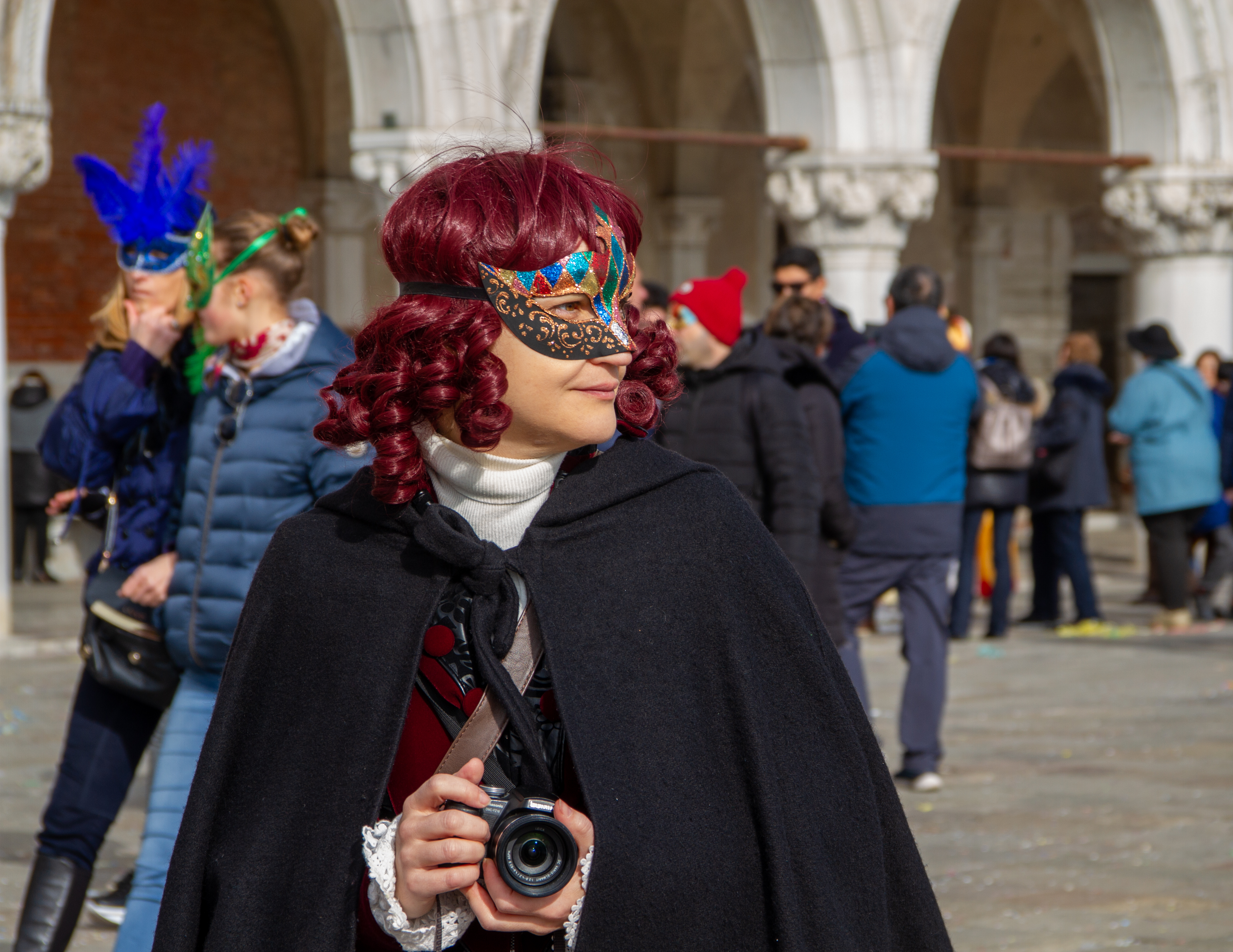
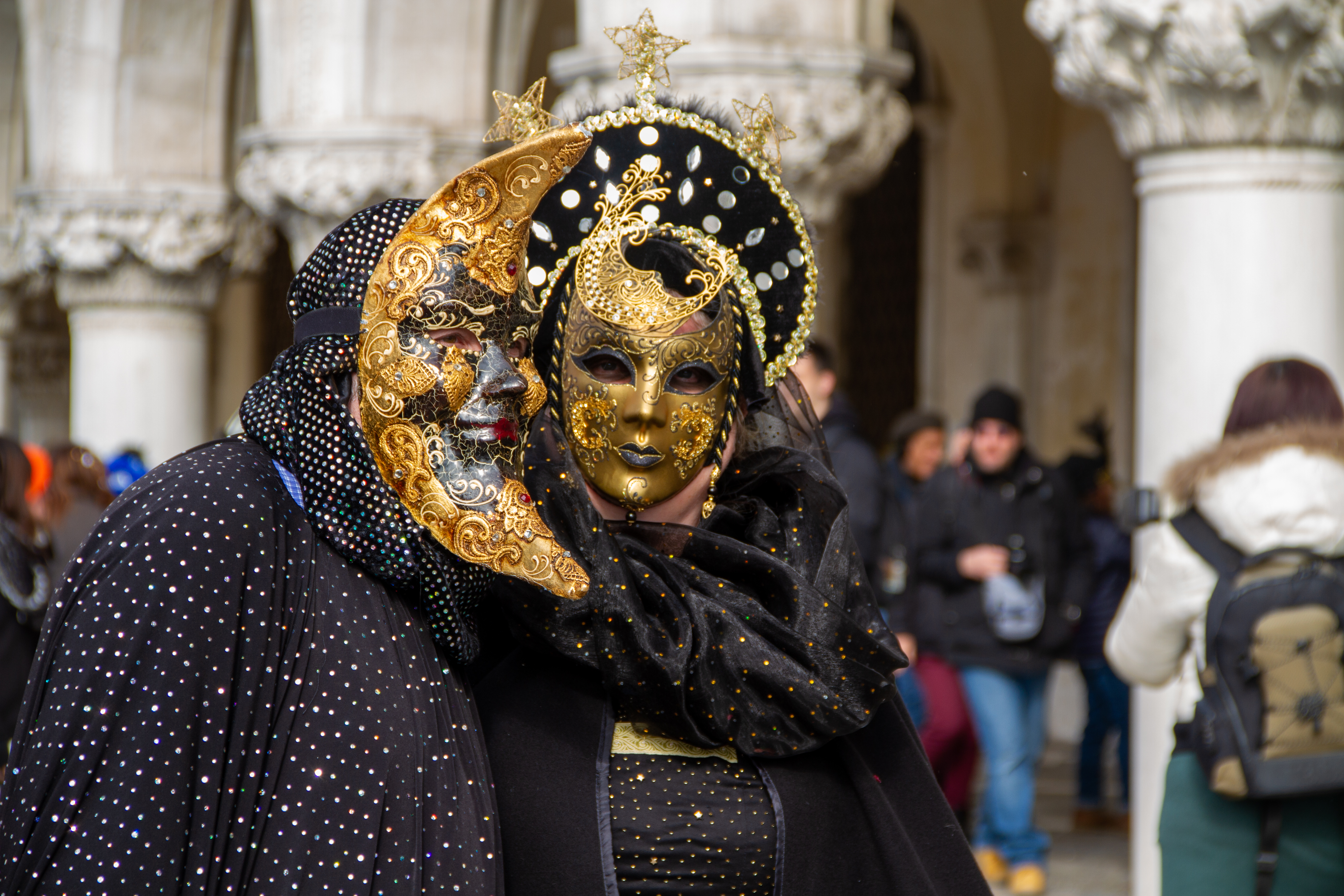
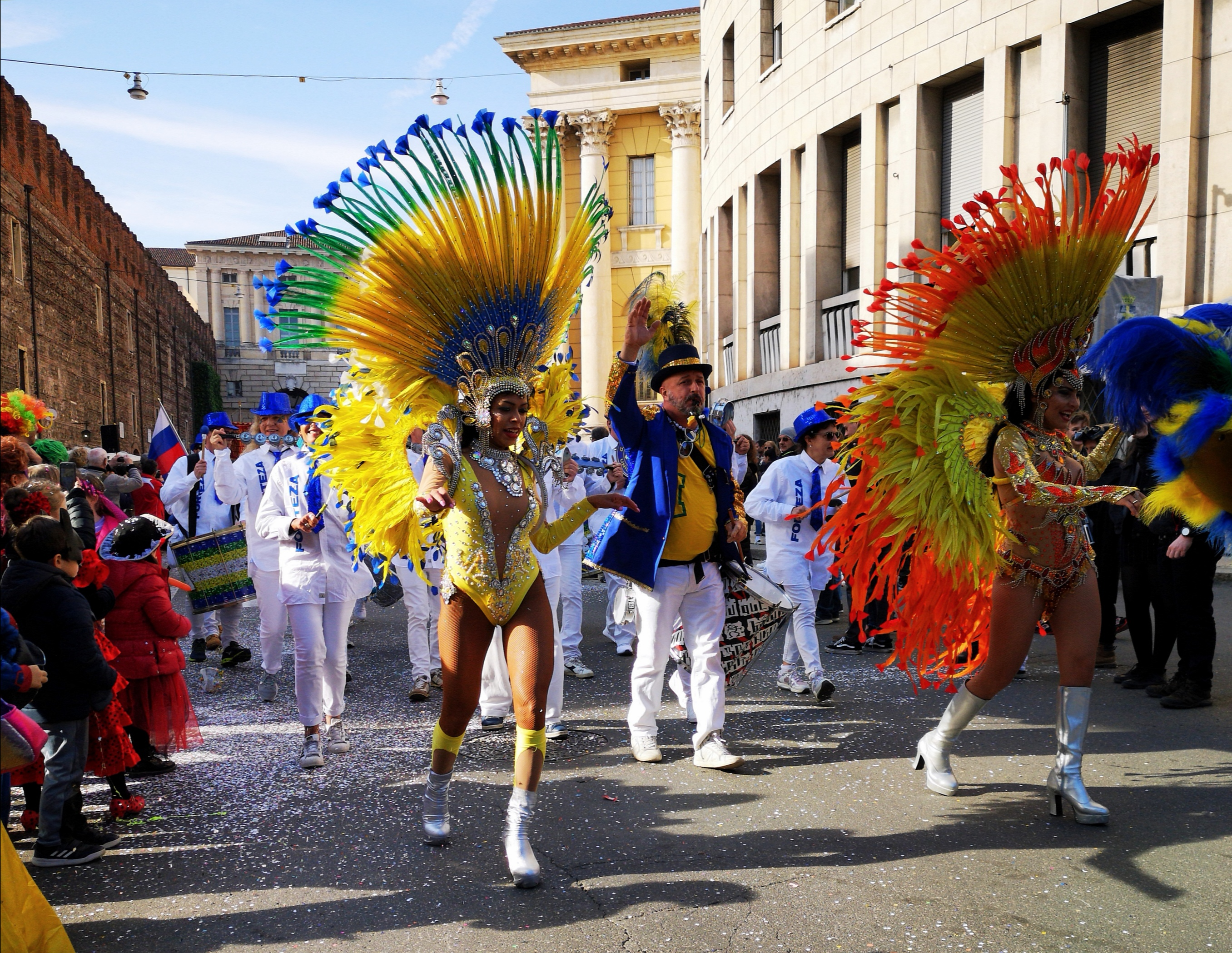
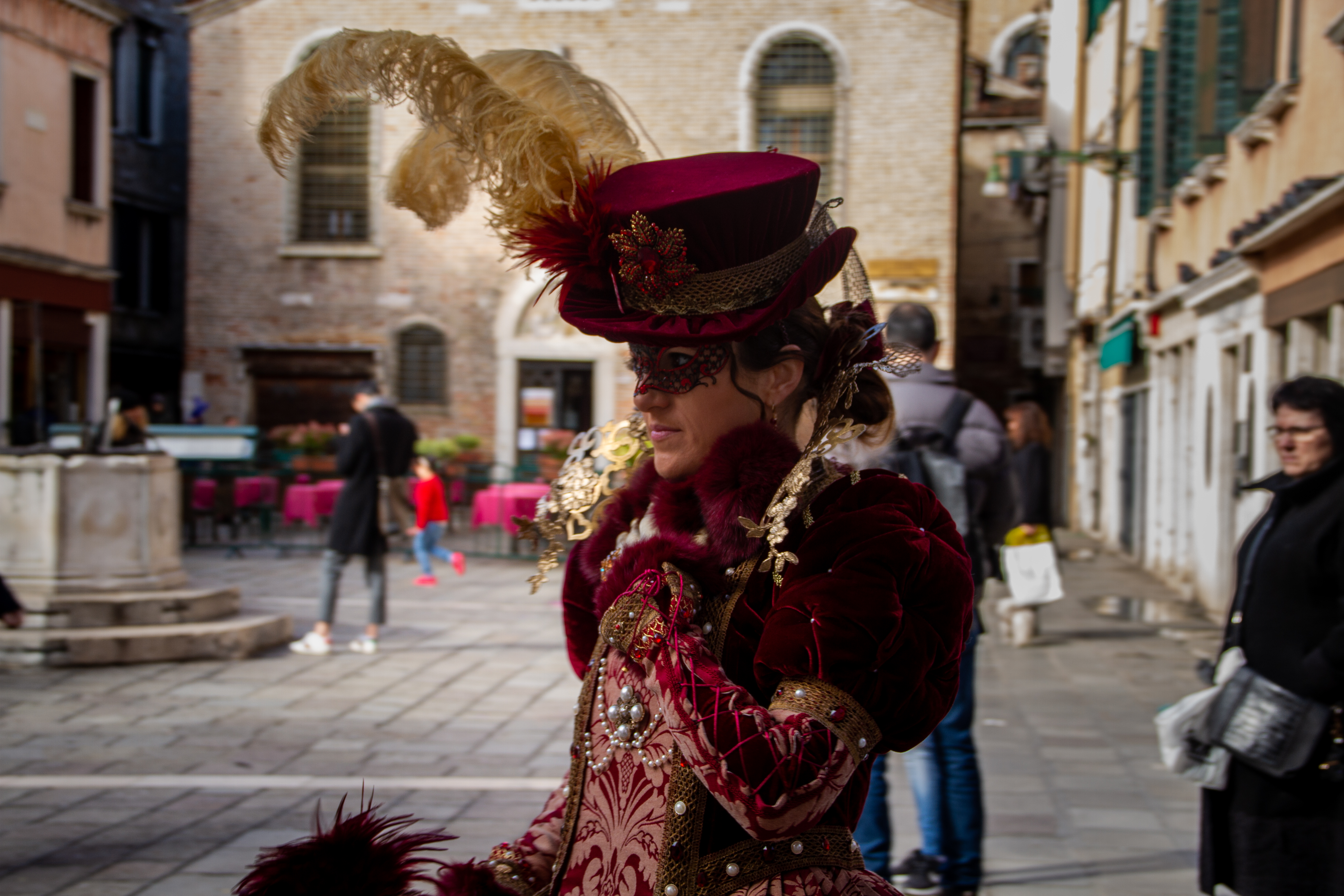
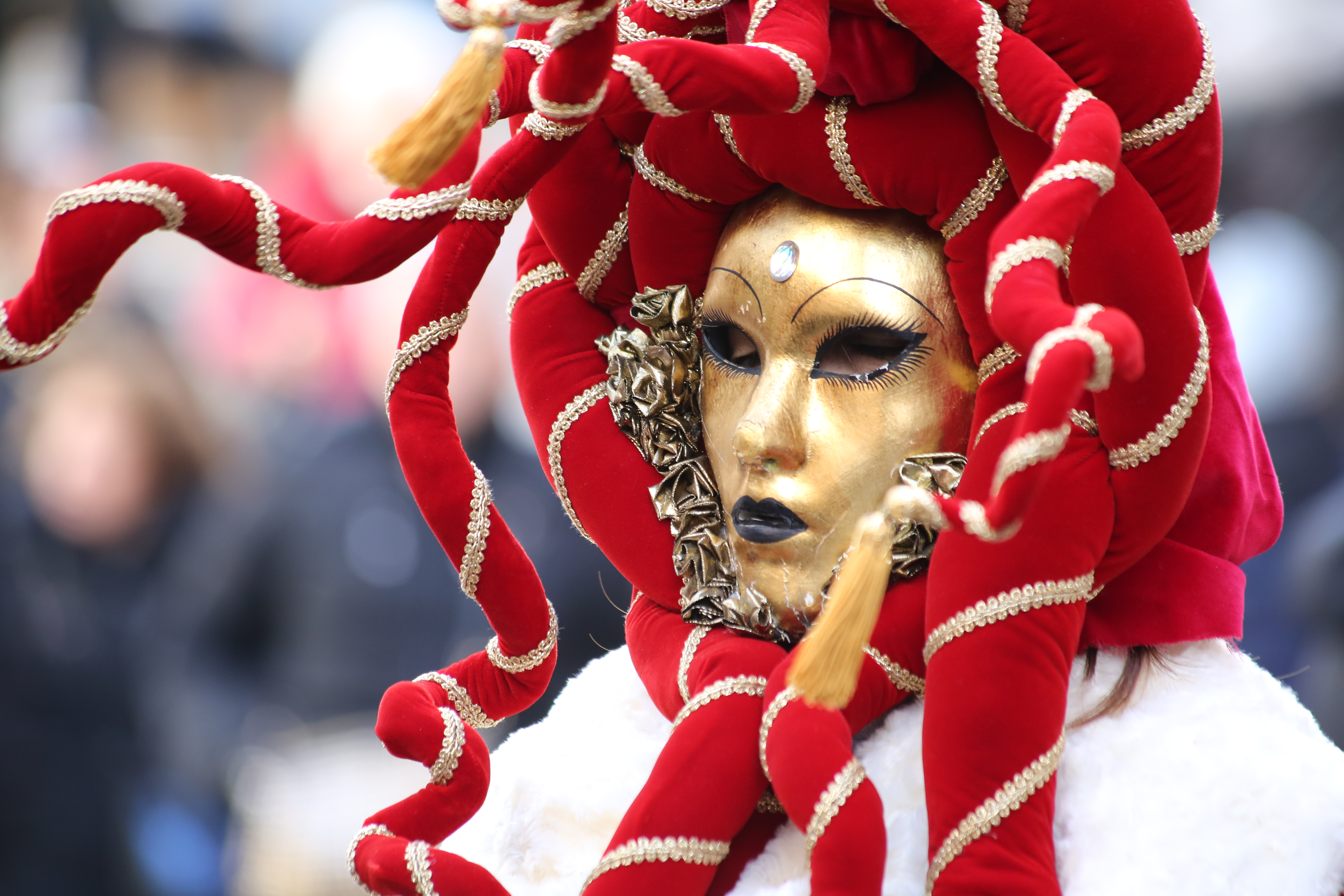